# Caryn Kadavy

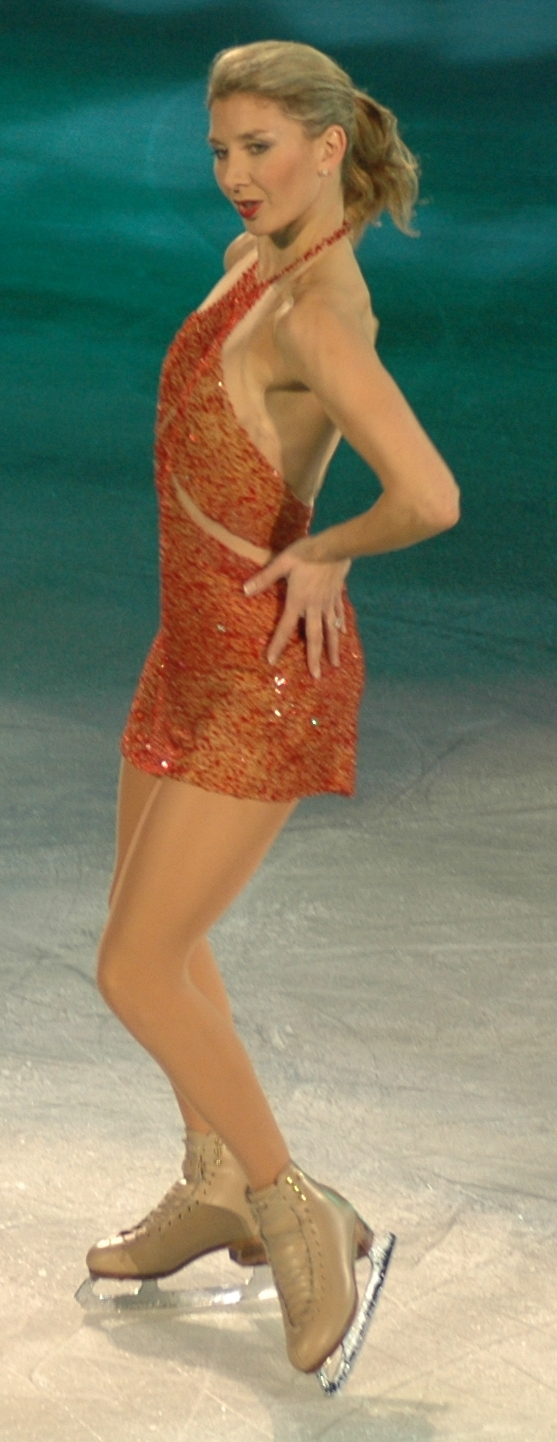
Caryn Kadavy, 2006

Caryn Jami Kadavy (* 9. Dezember 1967 in Erie, Pennsylvania) ist eine ehemalige US-amerikanische Eiskunstläuferin, die im Einzellauf startete.
Kadavy erreichte von 1985 bis 1988 das Podium bei US-amerikanischen Meisterschaften, wurde aber nie Meisterin. 1986 nahm sie an ihrer ersten Weltmeisterschaft teil und wurde Achte. Bereits ein Jahr später konnte sie bei der Weltmeisterschaft in Cincinnati mit Bronze hinter Katarina Witt und Landsfrau Debi Thomas eine Weltmeisterschaftsmedaille erringen. Es sollte ihre einzige Medaille bleiben, denn bei ihrer letzten Weltmeisterschaft belegte sie ein Jahr später den siebten Platz. 1988 bestritt sie in Calgary ihre einzigen Olympischen Spiele. Nach Pflicht und Kurzprogramm auf Platz sechs gelegen, musste sie vor der Kür wegen Krankheit aufgeben.
Kadavy trainierte bei Carlo Fassi im Broadmoor Skating Club und vor der Saison 1987/88 auch für kurze Zeit bei Toller Cranston.
Nach dem Ende ihrer Amateurkarriere wechselte sie 1988 zu den Profis und war in den 1990er Jahren und Anfang des darauffolgenden Jahrzehnts regelmäßig in Eisrevues zu sehen. Sie arbeitet heute als Trainerin in ihrer Heimatstadt Erie.

## Ergebnisse
| Wettbewerb / Jahr                | 1985 | 1986 | 1987 | 1988 |
| -------------------------------- | ---- | ---- | ---- | ---- |
| Olympische Winterspiele          |      |      |      | Z    |
| Weltmeisterschaften              |      | 8.   | 3.   | 7.   |
| US-amerikanische Meisterschaften | 3.   | 2.   | 3.   | 3.   |

- Z = Zurückgezogen